# 斯特芬·齐尔克
斯特芬·齐尔克（德語：Steffen Zühlke，1965年4月28日—），德国前男子赛艇运动员。他曾代表东德参加1988年夏季奥林匹克运动会赛艇比赛，获得男子单人双桨铜牌。